# رقية سلطان بيكم
رقية سلطان بيغوم (1542 - 19 يناير 1626) هي سلطانة الامبراطورية المغولية الهندية، وتعد الزوجة الأولى للسلطان جلال الدين أكبر وهي ابنة عمه حنضل ميرزا وتم زواجهما في سن مبكرة.
كانت الملكة رقية زوجة للملك جلال الأولى وابنة عمه حنضل ميرزا أي يعني انها تيموية بالولادة والزواج
اكتسبت مكانة عالية في الحريم الامبراطوري كونها زوجة الإمبراطور الأولى وذات نسب تيموري  
اشتهرت بزهدها وتدينها وعاشت طويلا بكابل بعد وفاة زوجها 

## الوفاة
- توفيت رقية 1626، عن عمر يناهز 84 عاما، حيث ظلت بعد وفاة زوجها بحوالى عشرون عاما، وقام بدفنها السلطان جهانكير في حدائق بابر في كابول بأفغانستان.

## التمثيل الدرامي
- مسلسل جودا أكبر، 2014.